# レオン・スピンクス
レオン・スピンクス（Leon Spinks、1953年7月11日 - 2021年2月5日）は、アメリカ合衆国の男性プロボクサー。元WBA・WBC世界ヘビー級統一王者。1976年モントリオールオリンピック金メダリスト。

## 人物
ミズーリ州セントルイス出身。ゲットー、プルーイット・アイゴー育ち。
弟は、元WBA・WBC・IBF統一世界ライトヘビー級、及び元IBF世界ヘビー級王者のマイケル・スピンクス。息子のコーリー・スピンクスもWBA・WBC・IBF統一世界ウェルター級、及びIBF世界スーパーウェルター級王者となった。
ラリー・ホームズとの世界戦の数日後に期限切れナンバープレートを付けた車で検問を受け、車内で見つかった拳銃の未登録所持と駐車料金不払いで逮捕されたり、ボクシングの歴代ヘビー級チャンピオンが集まったパーティでトレバー・バービックと壮絶な喧嘩をし、その映像が全世界に配信されたことがある。

## 来歴

### アマチュア時代
1974年、キューバのハバナで開催された1974年世界ボクシング選手権大会にライトヘビー級(81kg)で出場し銅メダルを獲得。
1976年、モントリオールオリンピックにライトヘビー級(81kg)で出場し金メダルを獲得。

### プロ時代
1977年1月15日、プロデビュー。
1978年2月15日、8戦目でモハメド・アリに判定勝ちし、WBA・WBC世界ヘビー級王座を獲得。その後、初防衛戦をアリと行いたいという理由から、WBCの指名試合・ケン・ノートンを拒否し、WBCの王座を剥奪された。
1978年4月、コカイン所持で逮捕。
1978年9月15日、9戦目。ダイレクトリマッチでモハメド・アリと対戦し、15回判定負け。WBA世界ヘビー級王座から陥落した。1戦目で受け取ったファイトマネーは125,000ドルだったが、この試合では350万ドルを受け取った。
1981年6月12日、ラリー・ホームズの持つWBC世界ヘビー級王座に挑戦するが、3ラウンドTKO負け。
1986年3月22日、ドワイト・ムハマド・カウィの持つWBA世界クルーザー級王座に挑戦するが、6ラウンドTKO負け。
1986年10月9日、日本の両国国技館において、アントニオ猪木と異種格闘技戦を行い、体固めでフォール負け。
1987年4月28日、名古屋（愛知県体育館）でIBF中部日本協会設立3周年を記念した興行でスピンクスはWBC全米大陸ヘビー級王座（第5代）の初防衛戦(12R)を行い、ジェフ・ジョーダン・同級8位（米国）を2-1の判定で下し初防衛に成功した。
以降たびたび来日して、プロレス団体FMWのシリーズに参加。ヒールであるシーク軍団の一員としてシリーズ参戦しタイトル戦ではターザン後藤を破りシングル王者を獲得。金網デスマッチなども経験し、大仁田厚らと戦った。タッグマッチでは合体技も披露、ドクター・ルーサーとのタッグではスピンクスのパンチ＋ルーサーのバックドロップなどプロレスに順応した。アメリカでも、後に世界格闘技連合W★ING旗揚げシリーズに参戦するグレート・ウォージョと2度、異種格闘技戦を行い、2度とも反則負けを喫した。
1991年11月15日、約3年半ぶりにボクシングの試合に復帰し勝利を収める。
1995年12月4日の試合を最後にボクシングを引退した。

### 引退後
日本でのプロレス活動を終え、帰国後に離婚と破産を経験。一時はホームレスとなり ホームレス緊急一時宿泊施設に身を寄せていた。その後各地を転々とし、レストランのボーイやボクシングジムのトレーナー、掃除夫や荷物の積み下ろしなど様々な職で生計を立てていたが、ボクサー時代のダメージからと推定される認知症を発症した。
2011年10月9日、ラスベガスでブレンダ・グル・スピンクスと結婚。
2014年10月、腹部の手術で入院した。
晩年は前立腺がんなどを患い、闘病していたが、2021年2月5日、ラスベガスで死去。67歳没。